# قصة الأخوين

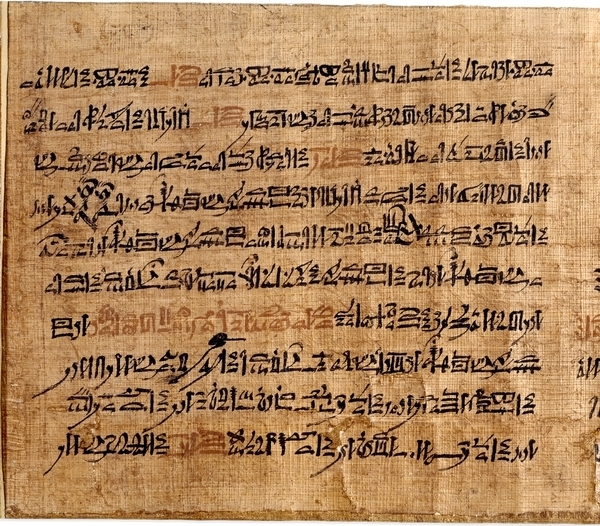

قصة الأخوين هي قصة مصرية قديمة ترجع لعصر سيتي الثاني، مكتوبة على بردية دي أربيني، المحفوظة في المتحف البريطاني.

## القصة
تدور قصة حول الشقيقين «أنوبيس» الأكبر، وهو متزوج والأصغر «باتا». كان الاخوان يعملان معًا، في الزراعة وتربية الماشية. وذات يوم، حاولت زوجة أنوبيس إغواء باتا، لكنه رفض، فأخبرت الزوجة زوجها أن شقيقه حاول إغوائها. ولذا، حاول أنوبيس قتل باتا، الذي هرب ودعا الآلهة لإنقاذه. أوجدت الآلهة بحيرة مليئة بالتماسيح بين الأخوين، والتي عبرها باتا ليكون إلى جوار شقيقه. لإثبات صدقه، قطع باتا عورته، وألقي بها في الماء.
قرر باتا أن يذهب إلى وادي الأرز، حيث سيضع قلبه على رأس شجرة الأرز، بحيث إذا قُطعت يستطيع أنوبيس العثور عليه، ليعود باتا إلى الحياة مرة أخرى. بعد أن سمع أنوبيس قرار أخيه، عاد إلى أرض الوطن وقتل زوجته. وفي الوقت نفسه، قرر باتا أن يعيش حياته في وادي الأرز، وبنى منزل جديد لنفسه. أشفقت الآلهة على باتا، وصنعوا له زوجة. لجمالها، سعى الفرعون ليأخذها لنفسه. أخبرته الزوجة عن الشجرة التي وضع باتا عليها قلبه، فقطعها الفرعون ومات باتا.
سافر أنوبيس إلى وادي الأرز، ليبحث عن قلب أخيه لأكثر من ثلاث سنوات، إلى أن عثر عليه في بداية السنة الرابعة. وكما نصحه أخوه من قبل، وضع أنوبيس القلب في وعاء من الماء البارد، فعاد باتا للحياة. ثم تخفّى باتا في شكل ثور، وذهب لرؤية زوجته والفرعون. فطنت زوجته لوجوده، فطلبت من الفرعون أن تأكل من كبد الثور. ذُبح الثور، وسقطت قطرتان من دم باتا، نمت منهما شجرتان. أصبح باتا الآن في شكل شجرة، ومرة أخرى طلبت زوجته من الفرعون، أن يقطع الشجرة، ويستخدمها لصنع الأثاث. وعندئذ، دخلت شظية إلى فم زوجته، فحملت جنينًا. في النهاية، ولدت ابنًا، أصبح وليًا للعهد. وعندما مات الفرعون، أصبح ولي العهد ملكًا، وعيّن أنوبيس شقيقه الأكبر وليًا للعهد. لتنتهي القصة نهاية سعيدة، جمعت الاخوين في سلام.

## وصلات خارجية
- British Museum webpage on The Tale of Two Brothers
- Anpu and Bata, a Tale of Two Brothers